# باتريسيا نيل
باتريسيا نيل (بالروسية: Patricia Neal)‏ (مواليد 20 يناير 1926 - الوفاة 8 أغسطس 2010) هي ممثلة أمريكية بدأت مسيرتها الفنية عام 1949. كما أنها من الفائزات بجوائز الأوسكار وجائزة غولدن غلوب , حيث حازت على جائزة الأوسكار لأفضل ممثلة عن دورها في فيلم هاد , درست في جامعة نورث وسترن .

## وصلات خارجية
- باتريسيا نيل على موقع IMDb (الإنجليزية)
- باتريسيا نيل على موقع الموسوعة البريطانية (الإنجليزية)
- باتريسيا نيل على موقع روتن توميتوز (الإنجليزية)
- باتريسيا نيل على موقع ألو سيني (الفرنسية)
- باتريسيا نيل على موقع تيرنر كلاسيك موفيز (الإنجليزية)
- باتريسيا نيل على موقع تيرنر كلاسيك موفيز (الإنجليزية)
- باتريسيا نيل على موقع أول موفي (الإنجليزية)
- باتريسيا نيل على موقع قاعدة بيانات برودواي على الإنترنت (الإنجليزية)
- باتريسيا نيل على موقع قاعدة بيانات الأفلام السويدية (السويدية)
- باتريسيا نيل على موقع إن إن دي بي (الإنجليزية)
- Death Announcement for Patricia Neal على يوتيوب
- Patricia Neal papers at the جامعة ويسكونسن-ماديسون's Actors Studio Audio collection
- Patricia Neal's appearance on This Is Your Life
- Patricia Neal profile at أول موفي